# بخش سلمان‌شهر
بخش سلمان‌شهر، یکی از بخش‌های شهرستان عباس‌آباد در استان مازندران کشور ایران است و بر اساس سرشماری مرکز آمار ایران در سال ۱۳۹۵ دارای ۱۶٫۴۲۷ نفر جمعیت در ۵۲۵۳ خانوار بوده‌است. این بخش دارای یک شهر (سلمان‌شهر) و یک دهستان به نام دهستان کلارآباد غربی است.